# 자유를 우리에게
자유를 우리에게(A Nous La Liberte, Freedom For Us)는 프랑스에서 제작된 르네 클레르 감독의 1931년 코미디, 뮤지컬 영화이다. 라이몽 코르디 등이 주연으로 출연하였다.

## 출연

### 주연
- 라이몽 코르디
- 헨리 마찬드

### 조연
- 롤라 프랑스
- 폴 올리비에

## 제작진
- 의상: 린 허버트